# Place des Trois-Cocus
La place des Trois-Cocus (en occitan : plaça dels Tres Cocuts) est une voie de Toulouse, chef-lieu de la région Occitanie, dans le Midi de la France.

## Situation et accès

### Description
La place des Trois-Cocus est une voie publique. Elle se trouve au cœur du quartier du même nom.
Elle forme un polygone irrégulier d'environ 60 mètres de longueur, d'est en ouest, et 40 mètres de largeur, du nord au sud, pour une superficie totale de 2 200 m2 environ.

### Voies rencontrées
La place des Trois-Cocus rencontre les voies suivantes, dans l'ordre des numéros croissants :
1. Rue Ernest-Renan
2. Chemin d'Audibert
3. Chemin des Izards
4. Chemin de Lanusse

## Odonymie
La place tient son nom d'une maison qui s'y trouvait au XVIIIe siècle, disparue au siècle suivant. La façade en était ornée d'un bas-relief représentant trois coucous (cocut, « coucou » en occitan).
Au XIVe siècle, le lieu était connu comme les Quatre-Carrières, c'est-à-dire « [le carrefour] des quatre chemins » (carriera, « chemin » ou « rue » en occitan médiéval).

## Patrimoine et lieux d'intérêt
- no  1 : école maternelle Ernest-Renan. 
Le groupe scolaire Ernest-Renan s'organise en deux groupes de bâtiments alignés le long du chemin d'Audibert. À l'est, ouvrant sur la place des Trois-Cocus se trouvait le bâtiment dévolu à l'école de filles et à l'école maternelle : il n'est plus aujourd'hui occupé que par la seconde[1].

- mairie annexe[2].

- monument aux morts des quartiers Trois-Cocus et Grand-Selve. 
Le monument aux morts des quartiers Trois-Cocus et Grand-Selve est élevé à la fin du XXe siècle. Il se compose d'une pyramide en acier Corten, couronnée par un pyramidion doré. L'ensemble est fixé sur un socle en granit, sur lequel est peint une couronne de laurier. Sous la dédicace "AUX MORTS POUR LA FRANCE", la pyramide porte les noms des victimes de la Première et de la Seconde Guerre mondiale, qui sont inscrits sur la plaque apposée contre le mur de l'école maternelle Ernest-Renan[3].